# 12 Mighty Orphans
Pour plus de détails, voir Fiche technique et Distribution.
12 Mighty Orphans est un film américain réalisé par Ty Roberts, sorti en 2021.
Ce film se déroulant dans les années 1930 au Texas est basé sur l'histoire vraie des Mighty Mites, équipe de football américain de l'orphelinat Masonic School for Orphans (en) de Fort Worth entraînée par Rusty Russell (en), un vétéran de la Première Guerre mondiale.
Celui-ci par son obstination va réussir à mener cette équipe partie de rien en finale du championnat de l'État du Texas.

## Synopsis
En 1930, un couple de professeurs arrive à l'école maçonnique pour orphelins de Fort Worth au Texas. Le mari, également orphelin, y crée une équipe de football américain alternative dénommée The Mighty Mites (les puissantes puces en français) avec douze garçons de l'orphelinat.
Transformant l'énorme sentiment d'abandon en forte envie de gagner de ces jeunes et bien que partis de rien, ils vont contre toute attente et grâce à l'ingéniosité tactique de leur entraîneur accéder à la finale du championnat de l'État.

## Fiche technique
- Titre original : 12 Mighty Orphans
- Réalisation : Ty Roberts
- Scénario : Lane Garrison, Kevin Meyer et Ty Roberts, d'après le livre de Jim Dent
- Photographie : David McFarland
- Montage : James K. Crouch
- Musique : Mark Orton
- Producteur : Brinton Bryan, Angélique De Luca, Michaël De Luca et Houston Hill
- Sociétés de production : Santa Rita Film Co., Greenbelt Films, Michael De Luca Productions
- Société de distribution : Sony Pictures Classics
- Pays d'origine :  États-Unis
- Langue : Anglais
- Genre : Film dramatique, Film biographique
- Durée : 118 minutes
- Dates de sortie :
  - États-Unis : 11 juin 2021 (au Texas), 18 juin 2021 (sortie nationale)
  - France : 31 août 2021 (en VOD)

## Distribution
- Luke Wilson (VFB : Philippe Allard) : Rusty Russell (en)
- Martin Sheen (VFB : Daniel Nicodème) : Doc Hall
- Robert Duvall (VFB : Philippe Résimont) : Mason Hawk
- Vinessa Shaw (VFB : Valérie Muzzi) : Juanita Russell
- Wayne Knight (VFB : Benoît Van Dorslaer) : Frank Wynn
- Treat Williams (VFB : Franck Dacquin) : Amon Carter
- Carlson Young () : Annie
- Jacob Lofland (VFB : Gauthier de Fauconval) : Snoggs
- Lane Garrison (VFB : Pierre Lognay) : Luther
- Scott Haze (VFB : David Manet) : Rodney Kidd
- Jake Austin Walker (en) (VFB : Maxime Van Santfoort) : Hardy Brown